# Юніон-Гров (Алабама)
Юніон-Гров (англ. Union Grove) — місто (англ. town) в США, в окрузі Маршалл штату Алабама. Населення — 67 осіб (2020).

## Географія
Юніон-Гров розташований за координатами 34°24′22″ пн. ш. 86°27′6″ зх. д. / 34.40611° пн. ш. 86.45167° зх. д. (34.406172, -86.451667). За даними Бюро перепису населення США в 2010 році місто мало площу 1,47 км², з яких 1,44 км² — суходіл та 0,03 км² — водойми.

## Демографія
Згідно з переписом 2010 року, у місті мешкало 77 осіб у 36 домогосподарствах у складі 23 родин. Густота населення становила 52 особи/км². Було 39 помешкань (27/км²).
Расовий склад населення:
| - 93,5 % — білих - 6,5 % — осіб інших рас |

До двох чи більше рас належало 0,0 %. Частка іспаномовних становила 6,5 % від усіх жителів.
За віковим діапазоном населення розподілялося таким чином: 18,2 % — особи молодші 18 років, 53,2 % — особи у віці 18—64 років, 28,6 % — особи у віці 65 років та старші. Медіана віку мешканця становила 51,5 року. На 100 осіб жіночої статі у місті припадало 148,4 чоловіків; на 100 жінок у віці від 18 років та старших — 125,0 чоловіків також старших 18 років.
За межею бідності перебувало 6,2 % осіб, у тому числі 0,0 % дітей у віці до 18 років та 20,0 % осіб у віці 65 років та старших.
Цивільне працевлаштоване населення становило 44 особи. Основні галузі зайнятості: освіта, охорона здоров'я та соціальна допомога — 25,0 %, науковці, спеціалісти, менеджери — 18,2 %, фінанси, страхування та нерухомість — 11,4 %, мистецтво, розваги та відпочинок — 11,4 %.